# Alexander Turyansky
Alexander Turyansky ist ein professioneller deutscher Pokerspieler.

## Pokerkarriere
Turyansky erzielte seine erste Geldplatzierung bei einem Live-Turnier Anfang Juni 2009 bei der World Series of Poker (WSOP) im Rio All-Suite Hotel and Casino am Las Vegas Strip, wo er bei einem Turnier der Variante No Limit Hold’em in die Geldränge kam. Bei der WSOP 2015 erreichte er im Main Event den siebten Turniertag. Dort schied er unmittelbar vor Erreichen des Finaltischs als bester Deutscher auf dem mit mehr als 750.000 US-Dollar dotierten zehnten Platz aus. Mitte August 2017 gewann Turyansky ein Turnier der Seminole Hard Rock Poker Open in Hollywood, Florida, und sicherte sich eine Siegprämie von über 330.000 US-Dollar. Im November 2018 wurde er beim Main Event der partypoker Caribbean Poker Party auf den Bahamas Siebter und erhielt 300.000 US-Dollar. Seitdem blieben größere Turniererfolge aus.
Insgesamt hat sich Turyansky mit Poker bei Live-Turnieren mehr als 1,5 Millionen US-Dollar erspielt.